# 俾路支斯坦衝突
俾路支斯坦衝突（英語：Balochistan conflict）又稱俾路支斯坦叛亂（英語：Insurgency in Balochistan）是俾路支民族主義者在巴基斯坦政府、伊朗政府控制的俾路支斯坦，與兩國政府之間的衝突。

## 俾路支斯坦的历史背景
俾路支斯坦位於伊朗高原，位於巴基斯坦、伊朗、阿富汗交界，居民多為信奉伊斯蘭教遜尼派的俾路支人。1928年，巴列维王朝的军事远征推翻了西俾路支人部落首领俾路支多斯特·穆罕默德·汗的统治，西俾路支斯坦正式并入伊朗，成为锡斯坦-俾路支斯坦省的一部分，而东部归属英属印度的马卡兰和卡拉特等四个土邦。

## 俾路支冲突史
1947年印巴分治時，卡拉特俾路支人拒絕加入巴基斯坦並宣布獨立建國，但後來遭到鎮壓。在併入巴基斯坦聯邦以後，薩達爾作為俾路支傳統社會的權勢階層和既得利益者，並不願意接受巴基斯坦聯邦的制度和改變俾路支省的傳統部落社會結構和權力體系。他們一方面阻礙俾路支地區有效地接受現代的政治和文化制度，導致俾路支地區經濟落後，薩達爾為了保留自己的政治經濟特權和固有的利益，而利用民族主義鼓動俾路支民眾抵抗巴基斯坦聯邦政府和外省人，這也導致俾路支省和巴基斯坦聯邦政府常年衝突不斷。
1952年，巴基斯坦政府開發俾路支省的蘇伊地區天然氣，被俾路支人認為是在掠奪俾路支的資源，當地的分離主義武裝就沒有停止過襲擊活動，而且一直受到了阿富汗的支持。1955年，巴基斯坦政府廢除了俾路支省和俾路支國家聯盟，將原有的旁遮普、信德、西北邊境省合併設置為西巴基斯坦省。這一舉措意味著俾路支的自治權受到了嚴重削弱，迅速引發了俾路支人的不滿。馬里部落率先襲擊了巴基斯坦聯邦軍警，而布格蒂部落（Bugti）則破壞蘇伊的天然氣系統。這次叛亂直到1959年才被巴基斯坦聯邦軍警鎮壓。
1970年12月，巴基斯坦政府舉行獨立後首次全國大選，俾路支民族主義者在國家人民黨的領導下成功組建了省政府，並且著重提高俾路支省的地位，主張更大的省級自治。1973年，聯邦政府對國家人民黨的領導層提出了各種指控，稱他們是反巴基斯坦的陰謀者，並且指責他們從事分裂活動，以叛國罪解散俾路支議會並逮捕最高領導人，開啓了俾路支人與巴基斯坦聯邦政府之間的衝突。從1973年到1977年，至少有3300名巴基斯坦軍事人員和5300名俾路支游擊隊員在交火中喪生。蘇聯入侵阿富汗後，為破壞巴基斯坦支援阿富汗游擊隊的運輸線，克格勃支持俾路支分裂勢力成立了俾路支解放軍。
1990年代，穆沙拉夫計劃將俾路支省的油氣資源作為重點開發項目，俾路支人認為政府在俾路支各地建立兵營，意味著聯邦政府要控制當地的資源，並且會有大量非俾路支人口湧入，改變整個省未來的人口現狀，從而使俾路支人轉變為俾路支省的少數民族。
2005年，一名俾路支族女醫生被旁遮普人強姦，事後地方警察按照普通刑事案件進行處理，俾路支人發動游擊戰，要求為受害者伸張正義。2006年8月，強硬派俾路支民族主義者開始公開要求將俾路支省從巴基斯坦聯邦中分離出去。
2024年1月16日，伊朗伊斯兰革命卫队空袭了巴基斯坦俾路支省旁吉古尔县，声称打击了正義之軍目标造成多人死伤。在伊朗空袭巴基斯坦境内的俾路支目标後，伊朗东南部与巴基斯坦接壤的锡斯坦—俾路支斯坦省于1月18日遭到巴基斯坦军方的无人机和导弹袭击，爆炸声传出，造成九人死亡，其中包括三名妇女和四名儿童，但据悉，死者并非伊朗人。巴基斯坦声称目标是谋求独立的俾路支解放军和俾路支解放阵线。

## 派别
在民族主义领导人阿克巴尔·布格蒂（Akbar Bugti）于2006年去世后，分裂主义叛乱达到了顶峰。但是，自2013年以来，叛乱的力量和强度逐渐下降。2013年的选举导致俾路支族和普什图族民族主义者政党之间结成联盟，并统治了该省四年。目前比较活跃的政党中，政治立场较为温和的包括俾路支学生组织人民派（Baloch Students Organisation-Awami）、俾路支学生组织帕贾尔派（Baloch Students Organisation-Pajjar）、俾路支学生组织门加尔派（Baloch Students Organisation-Mengal）、俾路支民族党（Balochistan National Party）和民族党（National Party）。这些温和派别虽然也与巴基斯坦联邦政府存在着冲突，但是其斗争聚焦于议会斗争为主，也可以与巴基斯坦联邦政府进行对话。其中，俾路支民族党、人民党都取得了议会议席，也都有组建俾路支省联合政府的经历。
还有一批强硬派，比较典型的是俾路支学生组织阿扎德派（Baloch Students Organisation-Azad），以及俾路支共和党（Baloch Republican Party）。强硬派不仅仅是政党组织，更有武装团体。较为活跃的武装团体有俾路支解放军（Balochistan Liberation Army）、俾路支联合军（United Baloch Army）、俾路支斯坦军（Lashkar-e- Balochistan）、俾路支共和军（Baloch Republican Army）和俾路支解放阵线（Baloch Liberation Front）。这些强硬派坚决抵制议会选举，也反对温和派，而武装组织则频频发动恐怖袭击，以图使俾路支独立。
马克思主义意识形态的衰落也是限制民族主义叛乱范围的因素之一。分离主义团体跟随马克思主义，但是意识形态本身已经在世界范围内消亡。因此，俾路支叛乱最初的元老已死，没有任何继承他们的意识形态。同样，多数时候内部分歧导致分离主义团体之间的冲突，以及对愿意参加选举的亲政府领导人和政治人物的攻击，也导致了分离主义的吸引力下降。限制民族主义叛乱范围的另一个因素是分离主义团体之间的内斗，分离主义者之间也一直在战斗。2015年6月30日，俾路支解放军（BLA）与俾路支联合军（UBA）发生冲突，导致双方二十名分离主义分子死亡。此前，BLA袭击并俘获了UBA的一名指挥官，并杀死了UBA的其他四名成员。
而且，分离主义分子一直在流失。尽管尚不清楚俾路支解放军（BLA）的确切兵力，但分析家认为，BLA现在只有数百名来自阿富汗边境地区的武装分子。该组织是曾经在该地区开展活动的其他分离主义团体（UBA，BLF，BLUF和LeB）中唯一一个幸存的团体。
俾路支分裂主义者自己也被指控滥用权利。限制民族主义叛乱范围的另一个因素是当地人缺乏支持，因为大多数当地人不支持分离主义团体。当地人支持利用立法机关解决其不满的政党。此外，俾路支民族主义者和其他一些观察家也声称，巴基斯坦安全部队的广泛镇压以及使用反民族主义民兵，强迫失踪和其他严厉手段也削弱了叛乱。